# Hôtel de ville de Haarlem

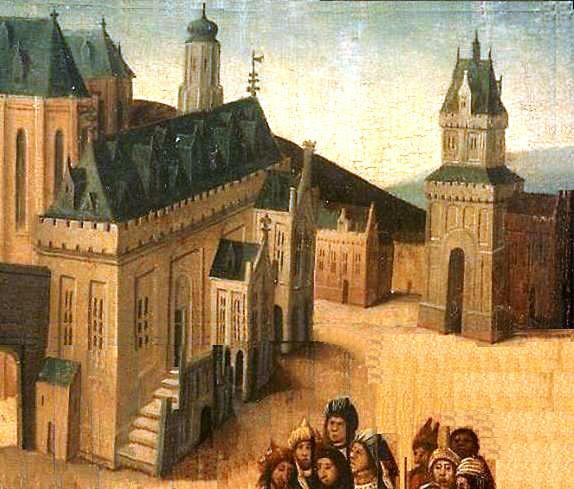
Hôtel de ville de Haarlem tel qu’il apparaît sur un tableau du maître de Bellaert de 1460.

L’hôtel de ville de Haarlem (Pays-Bas), sis sur le côté occidental de la Grand’Place (Grote Markt), apparaît comme un édifice composite, comprenant des corps de bâtiment édifiés durant l’époque médiévale, auxquels s'adjoignent des parties construites tant à la Renaissance qu'à la période classique.

## Extérieurs

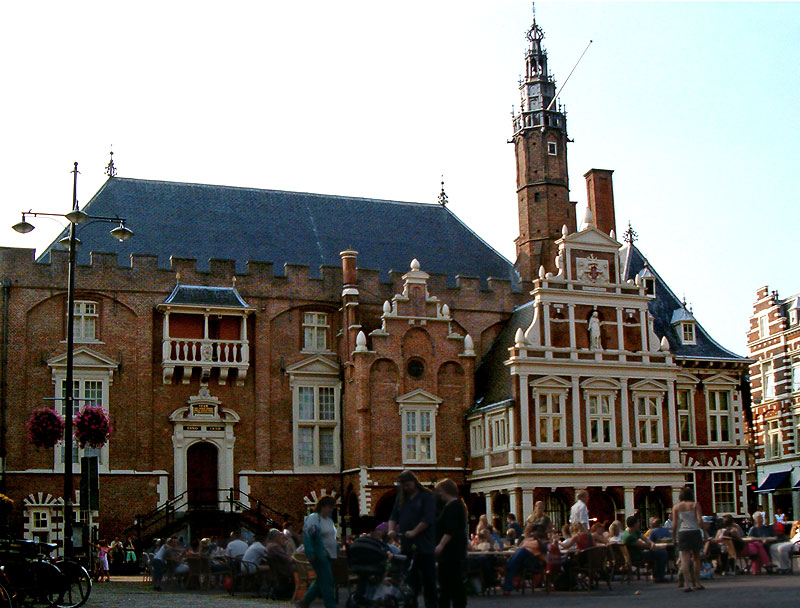
Hôtel de ville de Haarlem.

Le cœur de l’édifice, en même temps que sa partie la plus ancienne, est constitué par un corps de logis en brique de plan rectangulaire, de cinq travées marquées par des lésènes, à corniche crénelée, qui fut construit en 1370 à l’emplacement d’un ancien castel de chasse appartenant aux comtes de Hollande et détruit par un incendie au XIVe. Le grêle beffroi, implanté sur le côté droit de ce bâtiment central, est la reconstruction à l’identique et au même endroit, réalisée en 1914, d’une tour érigée entre 1465 et 1468, mais démolie en 1772 (le couronnement du beffroi ne remonte cependant pas au-delà du début XVIe). Se trouvent adossés perpendiculairement à ce corps de logis principal deux bâtiments présentant leur pignon sur la place, dont l’un, celui de gauche, le moins haut et le moins profond, d’allure gothique, date du XVe siècle, mais fut pourvu de pilastres et d’autres éléments classiques en 1633. Enfin, une aile oblongue, placée en équerre contre le flanc droit du corps de bâtiment central, de style renaissance hollandaise, fut ajoutée en 1620, puis prolongée jusqu’à la Grand’Place en 1630, d’après des plans de l’architecte d’origine gantoise Lieven de Key. Du reste, la façade tout entière fut remaniée dans un sens classique entre 1630 et 1633, ce qui se traduisit en particulier par la mise en place d’une porte d’entrée à fronton brisé, de baies à fronton et d’un balcon.
À gauche du bâtiment crénelé se trouve une porte à arc brisé, dite Pandpoort, laquelle après une cour intérieure donne entrée au cloître daté du XVe de l’ancien couvent de dominicains ; celui-ci échut à la municipalité haarlémoise à l’avènement de la Réforme, puis fut réaffecté e.a. comme salle du conseil et bibliothèque publique.

## Intérieur
À l’intérieur, sont à signaler : une vaste salle à l’étage à plafond gothique ; une série de portraits des comtes de Hollande, en fait copies du XVIe de peintures murales du couvent de carmélites ; la salle des échevins (Schepenzaal), avec plafond peint et cheminée à l’âtre ; la Vroedschapskamer, aujourd’hui vieille salle du conseil, avec deux cheminées à l’âtre de 1620 env. et une tapisserie représentant la conquête de Damiette par des croisés haarlémois en 1219 ; une série de portraits des seigneurs d’Orange ; enfin, plusieurs pièces présentant un intérieur remarquable, nommées Costerskamer, Justitiekamer et Wethouderskamer.